# Casa consistorial de Ateca
La casa consistorial de Ateca, originariamente llamada casa concejil, es una construcción de origen renacentista del siglo XVII situada en Ateca, en la plaza de España.

## Descripción
Es un edificio de tres cuerpos, el inferior de piedra sillar con diez arcos de medio punto formando soportales, ocho en la fachada frontal y dos más en los laterales. Los dos cuerpos superiores de ladrillo, con pilastras toscanas y galería aragonesa. En la planta principal y sobre los arcos se disponen el mismo número de balcones que dan al salón de sesiones y a los despachos principales. Y en la última planta se dispone la típica galería aragonesa con tres arquillos por cada balcón. Sobre ellos un gran alero de ladrillo formado por bocel, esquinillas y gola. Fue construido entre los años 1628 y 1633 por el obrero de villa Domingo de Múxica, siendo veedor del mismo Francisco de Aguirre, obrero de villa y vecino de Calatayud. La fachada trasera está construida en ladrillo y tapial. 
En 1944, el ayuntamiento de Ateca encargó a Mariano Urdániz siete bancos de estilo renacentista español para el salón de sesiones, así como un escudo representativo para la pared exterior de la Casa Consistorial, tres florones de escayola,  dos Gigantes y  tres Cabezudos.

## Catalogación
Se encuentra inscrita en el Inventario del Patrimonio Cultural Aragonés por lo según la ley 3/1999 de 10 de marzo del Patrimonio Cultural Aragonés tiene la protección de Bien inventariado del patrimonio cultural aragonés.